# Relaciones México-Sudán del Sur
Las naciones de México y Sudán del Sur establecieron relaciones diplomáticas en 2011. Ambas naciones son miembros de las Naciones Unidas.

## Historia
Sudán del Sur obtuvo su independencia de Sudán el 9 de julio de 2011. México reconoció la independencia de Sudán del Sur el 14 de julio de 2011, y los dos países establecieron relaciones diplomáticas el 26 de septiembre de 2011. Los vínculos se han desarrollado principalmente en el marco de foros multilaterales. 
En abril de 2014, la viceministra de Finanzas de Sudán del Sur, Mary Awaj Jervase, participó en la Primera Reunión de Alto Nivel de la Alianza Global para la Cooperación Eficaz al Desarrollo, que tuvo lugar en Ciudad de México.
En 2016, empresas mexicanas lograron exportar 90 mil toneladas de maíz blanco no modificado genéticamente a la Oficina Regional del Programa Mundial de Alimentos (PMA) en Nairobi (Kenia); como resultado de una licitación destinada a apoyar a las poblaciones de Somalia y Sudán del Sur, países afectados por una de las sequías más grave de las últimas décadas en la región de África Oriental.

## Misiones Diplomáticas
- México está acreditado ante Sudán del Sur a través de su embajada en Adís Abeba, Etiopía.[3]
- Sudán del Sur no tiene una acreditación para México.